# Tairella carinatifrons
Tairella carinatifrons är en kackerlacksart som beskrevs av Morgan Hebard 1926. Tairella carinatifrons ingår i släktet Tairella och familjen småkackerlackor. Inga underarter finns listade i Catalogue of Life.